# 030号線 (チェコ)
チェコ国鉄030号線、別名パルドゥビツェ～ヤロムニェルジ～リベレツ線（チェコ語;Železniční trať Pardubice–Jaroměř–Liberec）は、チェコ国鉄の鉄道線の名称である。
1858～1859年にかけて、南北ドイツ連絡鉄道の路線として開業した。ウィーンとベルリンを結ぶ路線として開業したが、現在広域輸送は090号線が担っており、パルドゥビツェとリベレツを結ぶローカル路線としての性格が強い。

## 運行形態[1]

### 特急「リフリーク(R)」
- R14A系統：　パルドゥビツェ - ヤロムニェルジ - リベレツ　　※アリヴァ列車による運行
2時間ヘッドで運行するのが基本。
2020年以前はチェコ鉄道により運行していて、2019,20年度は「イェシチェド」号として運行していたが、2020年末にアリヴァ列車に移管された[2]。

- R21系統：　タンヴァルド - ジェレズニー・ブロド - トゥルノフ - プラハ　　※アリヴァ列車による運行
平日は一日5往復、休日は一日5.5往復（概ね2時間に1本）の運行。
2019年以前はチェコ鉄道による運行で、平日は下り4本・上り1本、土曜日は下り3本・上り5本、休日は下り5本・上り4本の運行であった。かつては列車毎に異なる愛称名がつけられていたが、2019年度に限り、全列車「イゼラ」号として運行していた。2020-22年度は、平日の本数が一日4.5往復であった。

### 快速「スピェシニー(Sp)」
2016年末に運行を開始した。下記1系統が設定されている。
- (ロムニツェ → ) スタラー・パカ - リベレツ　【平日運行】　　※アリヴァ列車による運行
平日のみ、一日1往復の運行。早朝のホルカ発リベレツ行と、午後のリベレツ発スタラー・パカ行が設定されている。スタラー・パカ以東は046号線に直通する。リベレツ行はドラーンキを通過し、イェルジマニツェに停車する。パカ行は、トゥルノフ以西で特急クラスの停車駅で運行される。
過去の運行状況
2017,18年度は、東行がセミリ行であった。上下とも標準的な停車駅で、セミリ行に限りリーシニーにも停車していた。また、チェコ鉄道による運行であった。
2019年度に、東行の停車駅が削減された他、リーシニーは通過となった。
2020年末に、アリヴァ列車に移管された。西行はホルカではなく046号線からの直通となり、東行はスタラー・パカまで延伸された。
2021年末に、西行が再びホルカ始発となった。

- スパーロフ - ジェレズニー・ブロド - リベレツ　【春・夏運行】　　※アリヴァ列車による運行。
春は土曜・休日に限り一日1往復、夏は土曜・休日に一日1往復、平日に東行1本の運行。ジェレズニー・ブロド以東は035号線に直通する。西行は特急停車駅＋ドラーンキに停車し、東行は快速相当の停車駅で運行される。
2022年度に運行を開始した。当初は普通列車であったが、2024年より快速として運行している。

- ロヴェンスコ - トゥルノフ - リベレツ　【5月・6月運行】　　※チェコ鉄道による運行
5月・6月限定で、平日のみ一日1往復の運行。トゥルノフ以南は041号線に直通する。
過去の運行形態
2017年6月に、「ツィクロヴラク」号として運行を開始した。2017,18年度は、コルジェノフ → ジェレズニー・ブロド → トゥルノフ → ロヴェンスコ、ロヴェンスコ → トゥルノフ → リベレツというルートで片道1本の運行であった。トゥルノフ以南は041号線に、ジェレズニー・ブロド以東は035号線から直通していた。特急並の停車駅で運行していた。
2019年度は、ロヴェンスコ - トゥルノフ - リベレツ間に、一日1往復の運行であった。
2020年度は運行しなかったが、2021年春にリベレツ → ロヴェンスコの片道1本のみ運行を再開した。
2022,23年度は運行していなかった。
2024年に、5月・6月の平日限定で運行再開予定。スィフロフ、ホドコヴィツェが停車駅に加えられる予定。

- 過去の運行系統
  - マラー・スカーラ → リベレツ　【春・夏の土曜運行】　　※チェコ鉄道による運行
2020,21年度に限り、一日あたり片道1本運行していた。
  - イチーン - トゥルノフ - リベレツ　【春・夏の土曜・休日運行】　　※アリヴァ列車による運行
一日1往復運行していた。トゥルノフ以南は041号線から直通していた。
当初はイチーン→リベレツの片道のみ運行で、普通列車として運行していた。2016年末に快速に格上げされた。2019年末にアリヴァ鉄道に移管され、一日1往復の運行となった。2021年限りで休止。

### 普通
- ヤロムニェルジ  - スタラー・パカ - リベレツ　　※アリヴァ列車による運行。
2時間に1本の運行。秋・冬は、半数がスタラー・パカ - リベレツ間のみの運行となる。ヤロムニェルジで、プラハ方面の特急と接続するダイヤとなっている。
過去の運行状況
2019年以前はチェコ鉄道による運行で、スタラー・パカで系統が分かれていた。
2019年末に、スタラー・パカ以西がアリヴァ列車に移管され[3]、パカ以東は046号線に直通する様になった。
2021年末に、スタラー・パカ以東もアリヴァ列車に移管され、ヤロムニェルジ - リベレツ間の運行が基本となった。046号線への直通は取りやめとなった。

- スパーロフ - ジェレズニー・ブロド - トゥルノフ　【春・夏運行】　　※アリヴァ列車による運行。
春は土曜・休日に限り一日1往復、夏は平日西行1本、休日一日3往復の運行。夏季の休日は全列車がスィフロフに直通する。ジェレズニー・ブロド以東は035号線に直通する。快速相当の停車駅で運行される。
2022年度に運行を開始した。

- 過去の運行系統
  - ホルカ → スタラー・パカ → トルトノフ　【平日運行】　　※チェコ鉄道による運行
2021年以前、片道のみ一日1本運行していた。パカ以北は040号線に直通していた。
  - マラー・スカーラ - トゥルノフ - フラデツ・クラーロヴェー　【夏季の土曜日運行】　　※チェコ鉄道による運行
2020,21年限定で、夏季の土曜日に限り、2時間に1本運行していた。トゥルノフ以南は041号線に直通していた。
  - セミリ - トゥルノフ ( ← ロヴェンスコ )　【夏季の土曜日運行】　※メトランス・レールによる運行
2024年に限り、季節限定で、一日1往復運行していた。東行は041号線から直通していた。
  - マルチニツェ - スタラー・パカ - トゥルノフ　【年3日運行】　※メトランス・レールによる運行
2024年に限り、冬季に東行1本が年1日運行、夏季の年2日に限り一日1往復ずつが運行していた。パカ以東は040号線に直通していた。夏季の西行はリーシニーを通過していた。

## 駅一覧
以下では、チェコ国鉄030号線の駅と営業キロ、停車列車、接続路線などを一覧表で示す。パルドゥビツェ～ヤロムニェルジ間は031号線を参照。
- 種別
  - R：特急
  - Os：普通
- 停車駅
  - ■印：全列車停車
  - ●印：一部通過
  - ○印：一部停車
  - ｜印：全列車通過

| 路線名 | 駅名                                       | 駅間営業キロ | 累計営業キロ               | 累計営業キロ            | R  | Sp | Os | 接続路線 | 所在地                     | 所在地                     |
| ------ | ------------------------------------------ | ------------ | -------------------------- | ----------------------- | -- | -- | -- | --- | -------------------------- | -------------------------- |
| 031    | パルドゥビツェ本駅                         |              | パルドゥビツェ旧駅から 0.6 | ヤルムニェルジから 39.1 | ■  |    |    | 010号線（オロモウツ方面、プラハ方面）                                                                       | パルドゥビツェ州           | パルドゥビツェ郡           |
| 031    | ロシツェ・ナド・ラベム駅                   |              | 2.7                        | 37.0                    | ■  |    |    | 238号線（フリンスコ方面）                                                                                   | パルドゥビツェ州           | パルドゥビツェ郡           |
| 031    | フラデツ・クラーロヴェー本駅               |              | 22.4                       | 17.3                    | ■  |    |    | 020号線（ティーニシチェ方面、プラハ方面）                                                                   | フラデツ・クラーロヴェー州 | フラデツ・クラーロヴェー郡 |
| 030    | ヤロムニェルジ駅                           | -            | 39.7                       | 0.0                     | ■  |    | ■  | 032号線（トルトノフ方面）                                                                                   | フラデツ・クラーロヴェー州 | ナーホド郡                 |
| 030    | ヤロムニェルジ停留所                       | 2.2          | 41.9                       | 2.2                     | ○  |    | ■  | | フラデツ・クラーロヴェー州 | ナーホド郡                 |
| 030    | ククス駅                                   | 5.7          | 47.6                       | 7.9                     | ｜ |    | ■  | | フラデツ・クラーロヴェー州 | トルトノフ郡               |
| 030    | ジレチ駅                                   | 2.8          | 50.4                       | 10.7                    | ｜ |    | ■  | | フラデツ・クラーロヴェー州 | トルトノフ郡               |
| 030    | ドヴール・クラーロヴェー・ナド・ラベム駅   | 3.8          | 54.2                       | 14.5                    | ■  |    | ■  | | フラデツ・クラーロヴェー州 | トルトノフ郡               |
| 030    | ビーラー・トルジェメシナー駅               | 6.6          | 60.8                       | 21.1                    | ○  |    | ■  | | フラデツ・クラーロヴェー州 | トルトノフ郡               |
| 030    | モステク駅                                 | 6.4          | 67.2                       | 27.5                    | ○  |    | ■  | | フラデツ・クラーロヴェー州 | トルトノフ郡               |
| 030    | ボロヴニチカ駅                             | 2.7          | 69.9                       | 30.2                    | ｜ |    | ■  | | フラデツ・クラーロヴェー州 | トルトノフ郡               |
| 030    | ボロヴニツェ駅                             | 4.0          | 73.9                       | 34.2                    | ｜ |    | ■  | | フラデツ・クラーロヴェー州 | トルトノフ郡               |
| 030    | ホルカ・ウ・スタレー・パキ駅               | 3.5          | 77.4                       | 37.7                    | ｜ | ■  | ■  | | リベレツ州                 | セミリ郡                   |
| 030    | レヴィーンスカー・オレシニツェ駅           | 2.8          | 80.2                       | 40.5                    | ｜ | ■  | ■  | | リベレツ州                 | セミリ郡                   |
| 030    | スタラー・パカ駅                           | 4.7          | 84.9                       | 45.2                    | ■  | ■  | ■  | 040号線（トルトノフ方面、フルメツ方面） 046号線（ロムニツェ方面）                                           | リベレツ州                 | セミリ郡                   |
| 030    | ビェラー・ウ・スタレー・パキ駅             | 4.6          | 89.5                       | 49.8                    | ｜ | ■  | ■  | | リベレツ州                 | セミリ郡                   |
| 030    | リブシタート駅                             | 3.4          | 92.9                       | 53.2                    | ｜ | ■  | ■  | | リベレツ州                 | セミリ郡                   |
| 030    | コシチャーロフ駅                           | 1.8          | 94.7                       | 55.0                    | ○  | ■  | ■  | | リベレツ州                 | セミリ郡                   |
| 030    | ネドヴェジー駅                             | 4.3          | 99.0                       | 59.3                    | ｜ | ■  | ■  | | リベレツ州                 | セミリ郡                   |
| 030    | セミリ駅                                   | 3.3          | 102.3                      | 62.6                    | ■  | ■  | ■  | | リベレツ州                 | セミリ郡                   |
| 030    | ジェレズニー・ブロド駅                     | 6.8          | 109.1                      | 69.4                    | ■  | ■  | ■  | 035号線（タンヴァルド方面）                                                                                 | リベレツ州                 | ヤブロネツ・ナド・ニソウ郡 |
| 030    | リーシニー駅                               | 4.3          | 113.4                      | 73.7                    | ｜ | ｜ | ■  | | リベレツ州                 | ヤブロネツ・ナド・ニソウ郡 |
| 030    | マラー・スカーラ駅                         | 2.3          | 115.7                      | 76.0                    | ■  | ■  | ■  | | リベレツ州                 | ヤブロネツ・ナド・ニソウ郡 |
| 030    | ドラーンキ駅                               | 5.0          | 120.7                      | 81.0                    | ｜ | ●  | ■  | | リベレツ州                 | セミリ郡                   |
| 030    | トゥルノフ駅                               | 3.3          | 124.0                      | 84.3                    | ■  | ■  | ■  | 041号線（イチーン方面）、070号線（プラハ方面）                                                              | リベレツ州                 | セミリ郡                   |
| 030    | ドウビー・ウ・トゥルノヴァ駅               | 4.6          | 128.6                      | 88.9                    | ｜ | ｜ | ■  | | リベレツ州                 | リベレツ郡                 |
| 030    | スィフロフ駅                               | 3.5          | 132.1                      | 92.4                    | ｜ | ●  | ■  | | リベレツ州                 | リベレツ郡                 |
| 030    | セドレヨヴィツェ駅                         | 1.8          | 133.9                      | 94.2                    | ｜ | ｜ | ●  | | リベレツ州                 | リベレツ郡                 |
| 030    | ホドコヴィツェ・ナド・モヘルコウ駅         | 3.7          | 137.6                      | 97.9                    | ○  | ●  | ■  | | リベレツ州                 | リベレツ郡                 |
| 030    | リフノフ・ウ・ヤブロンツェ・ナド・ニソウ駅 | 5.8          | 143.4                      | 103.7                   | ■  | ■  | ■  | | リベレツ州                 | ヤブロネツ・ナド・ニソウ郡 |
| 030    | ラードロ駅                                 | 4.1          | 147.5                      | 107.8                   | ｜ | ｜ | ●  | | リベレツ州                 | ヤブロネツ・ナド・ニソウ郡 |
| 030    | イェルジマニツェ駅                         | 2.3          | 149.8                      | 110.1                   | ｜ | ○  | ■  | | リベレツ州                 | リベレツ郡                 |
| 030    | ピリーンコフ駅                             | 5.6          | 155.4                      | 115.7                   | ｜ | ｜ | ■  | | リベレツ州                 | リベレツ郡                 |
| 030    | リベレツ駅                                 | 5.0          | 160.4                      | 120.7                   | ■  | ■  | ■  | 036号線（ハラホフ方面）、037号線（フリードラント方面） 086号線（ヂェチーン方面）、089号線（ツィッタウ方面） | リベレツ州                 | リベレツ郡                 |